# Бошин рат
Бошин рат (јап. 戊辰 [Boshin Sensō]), познат и као Јапанска револуција, био је грађански рат у Јапану током 1868. и 1869. године у којем су се сукобиле снаге Токугава шогуната и побуњених области који су тражили поновно враћање царске власти.
Сам зачетак рата огледа се у незадовољству многих племића и младих самураја према политици коју је шогунат водио према странцима. Јапан је дуго био затворен за странце услед изолационе „сакоку“ политике које је донета пре 220 година. Када је адмирал Метју Пери дошао у Јапан и наредио поновно отварање граница под претњом силе, шогунат је на претњу одговорио потписивањем разних мировних споразума често и на штету самог Јапана. Имајући у виду скорашњу смрт владајућег шогуна Токугаве Ијесаде (шогун је поред цара био де факто владар Јапана) и технолошку предност развијенијег Запада, власт није имала превише избора којим би могла прибећи. Потписавши споразуме показали су се као слаба влада подлежна западним утицајима што је проузроковало напредовање соно џои покрета, побуне и напослетку избијање Бошин рата. Захваљујући алијанси самураја западних области, првенствено Сацуме, Чошу и Тосе уз подршку царске власти и цара Меиџија, Токугава Јошинобу, тадашњи шогун, свестан своје ситуације је абдицирао у корист цара. Јошинобу се надао да ће на тај начин клан Токугава опстати и наставити да учествује у будућим политичким одлукама као део нове владе, па је одлучио да мирно преда власт и повуче се из града.
Али побуњенички кланови, који су званично постали део царских војних снага, нису желеле клан Токугава у новој влади, па су на све начине покушавали да склоне Јошинобуа из власти. Када је цар скинуо све повластице и поседе које је бивши шогун имао, Јошинобу је уложио жалбу двору. За то време царска војска се окупљала око двора и спречавала снаге бившег шогуната да продру до њега што ће резултовати сукобом који ће прерасти у грађански рат, касније назван Бошин рат. Царска војска је била технолошки модернија и боље опремљена уз ватрено оружје и западну тактику па се Јошинобу, увидевши неминован пораз, лично предао непријатељској војсци. Људи који су му остали лојални наставили су своје борбе прво на северу острва Хоншу, а после и на Хокаиду, где су основали своју посебну државу Републику Езо. Након пораза у бици за Хакодате која је била последње упориште шогунових снага, цар је преузео власт у целом Јапану обележавајући крај Бошин рата његовом победом што доводи до Меиџи обнове и новог периода. 
Током сукоба мобилисано је око 120.000 људи, а око 3.500 је убијено. На крају је победничка страна одбацила идеје соно џои покрета који је заговарао оштрије односе према странцима и окренуо се модернизацији и потписивању нових, поштенијих уговора са западним државама. Захваљујући истакнутом лидеру царске фракције, Саигу Такаморију, Токугавини лојалисти су временом добили опроштење, па су им касније додељене одређене позиције у новој Меиџи држави. 
Бошин рат је показао какву војну надмоћ може имати једна страна која поседује модерну технологију и савремено оружје. Јапанци су се овим ратом окренули напретку и технолошком развоју, изборили су се за неутралност и независност као државе, одбацили су слободну трговину и развили привреду, збацили феудализам и развили модерну царевину. Бошин рат је током времена идеализован, попримивши одлике романтизоване револуције без великих губитака што није било сасвим тачно. Велики број жртава се могао избећи али због јаког национализма, самурајског бушида и завршетка једне велике културолошке улоге и дугогодишњег система то се није могло променити. Након завршетка рата почиње ново модерно поглавље ове земље, један нови период и потпуно нов систем владавине.

## Политичка позадина

### Прве побуне против шогуната
Када је Јапан отворио своје границе 1854. године, већ је 220 година био у својој изолационој политици. Почетком 17. века, тадашња власт Јапана, шогунат Токугава, одлучила је да подржи политику изолације од спољашњих утицаја других земаља. Узајамна трговина могла је доћи само од холандских и кинеских бродова и то само у Нагасакију под строгом контролом власти. Постоје два разлога за ову одлуку. Један је био из страха да ће западне земље под изговором ширења хришћанства искористити прилику да окупира Јапан и претвори је у колонију, што је био случај са неким другим земљама Азије. Други разлог за изолацију био је због забринутости да би трговина са западним земљама и нагомилавање богатства водило до уздизања даимјоа и свргавања Токугава клана у власти. Осим холандских бродова, трговинска размена је обављана и са Корејом (чија су добра долазила путем острва Цушима) и Кином (преко Краљевине Рјукју, која је била под контролом области Сацума). Све ван тога строго се забрањивало, враћало и кажњавало. Улазак у земљу је био забрањен исто као и излазак па су становници Јапана живели у земљи скоро потпуно несвесни технолошког напретка других држава. Када је 1854. године адмирал Метју Пери отворио јапанске границе под претњом силе, земља је великом брзином ушла у процес модернизације. Али усред непоштених и једностраних, често и понижавајућих споразума које је шогунат морао да потпише, настала је велика нетрпељивост према странцима. Међу самурајима и осталим грађанством настаје и нагло јача покрет „соно џои“ (поштујмо цара, протерајмо варваре) чији су се припадници, ишин шишији незадовољни одлукама шогуната залагали са враћање власти цару.
Цар Комеи слагао се са „соно џои“ ставовима и прекидајући вишедеценијску улогу ћутања почиње да се бави политиком државе све више се мешајући у послове шогуната уз подршку побуњених самураја. Иако шогунат у почетку није желео да забрани овај покрет, припадници ишин шишија су све више правили проблем почевши са нападима на државнике, самураје са другачијим схватањима и странце. Будући да су самураји имали право да слободно држе своје мачеве за појасевима, све више је долазило до убистава на улицама. Странци ниси били поштеђени па су их неретко нападали. Од тога је најпознатији случај убиства енглеског трговца Чарлса Ленокса Ричардсона за чију смрт је шогунат као одштету морао да плати 100.000 фунти. Како су се напади наставили, Краљевска морнарица је као одговор бомбардовала град Шимоносеки.
Током 1864. године напади су се знатно смањили услед интервенције западних сила попут Британије, који су бродовима бомбардовали Кагошиму и Шимоносеки. У исто време самураји округа Чошу заједно са соно џои ронинима покушавају да свргну власт изазивајући Кинмон инцидент у покушају да окупирају град Кјото у коме је боравио цар али су одбијени од снага области Аизу, Сацуме и других страна лојалних бакуфуу коју је предводио тада будући шогун Токугава Јошинобу. Након што је Чошу изгубио, влада је покренула први поход на Чошу којом би казнила ову област због побуне, али се овај поход завршава релативно мирно кажњавањем вођа за организацију Кинмон инцидента. Увидевши да шогунат све више слаби, феудални господари после ове акције почињу све више да отказују послушност и избегавају своје дужности. Сукоб постаје неминован.

### Подршка стране војске
Упркос бомбардовању свог главног града Кагошиме област Сацума је све више сарађивала са Британцима тежећи ка модернизацији своје војске и морнарице. Шкотски трговац Томас Блејк Главер који увиђа да би овај сукоб могао бити добра пословна прилика, повезује се са вођама побуњеника и продаје им велику количину оружја и ратних бродова. Амерички и британски војни стручњаци, већином бивши официри, директно су учествовали у обуци и сукобу. Британски амбасадор Хари Смит Паркс подржавао је анти-шогунат покрете у нади да ће да успоставе легитимну и уједињену царску владавину у Јапану како би поништили утицај Француске владе које је имала са шогунатом. За то време вође јужних области као што је Саиго Такамори из Сацуме, Ито Хиробуми и Иноуе Каору из Чошуа, неговали су везе са британским дипломатама попут Ернеста Масона Сатова.
Шогунат је такође тежио ка модернизацији својих снага припремајући се за неминовне конфликте са побуњеницима али су се Британци, који су били први и примарни партнери шогуната показали невољним за пружање даље помоћи. Клан Токугава се могао ослонити само на Француску и њихово искуство уз утеху да је ова војска била успешна у последњим ратовима које је водила: Кримског и Италијанског.
Бакуфу је преузео велике кораке у конструисању модерне и моћне војске. Створена је морнарица која је бројала осам ратних бродова парног система која је за неколико година постала најјача у Азији. До 1865. године Јапан је поседовао први модерни морнарички арсенал изграђен у Јокосуки од стране француског инжењера Леонса Вернија. У јануару 1867. године прва Француска војна мисија долази у Јапан где препознаје снаге шогуната као легитимну војску ове источне државе. При доласку одмах почиње са обуком, стварајући у процесу елитну јединицу Деншутаи успут купујући за потребе морнарице брод „CSS Stonewall“ (остао након Америчког грађанског рата) који постаје прва јапанска оклопњача под називом Котецу. По избијању Бошин рата западне земље проглашавају неутралност па Американци упркос плаћеној капари одбијају да уступе брод. Након повлачења неутралности, брод се доставља Јапану, али долази у руке победничке снаге царске војске који га употребљавају у борбама против преосталих снага шогуната на Хокаиду.

### Државни удар
Након преврата у округу Чошу (на чијем челу опет стају радикалне фракције које гласно подржавају свргавање владе) шогунат најављује други поход на Чошу како би казнила побуњенички хан. Због тога Чошу прави тајну алијансу са округом Сацума како би осујетили напад. Чошу у овом сукобу побеђује док је шогунат изгубио важан кредибилитет терајући остале округе да размисле којој страни да се приклоне. Крајем исте године умиру у кратком размаку шогун Токугава Иемочи и цар Комеи па их као наследнике замењују Токугава Јошинобу и цар Меиџи. Ови догађаји, по речима историчара Маријуса Јансена, „учинили су примирје неизбежним”.
Тоса, још један од округа која се двоумила да ли да приступи коалицији Сацума и Чошу, желела је да поштеди своје снаге беспотребног убијања па је локални даимјо из Тосе, Јамаучи Тојошиге, поднео молбу шогуну да мирно преда власт цару. После неког времена двоумљења Јошинобу је пристао да да оставку у корист цара и постане „инструмент за извршавање царских наређења“. Период шогуната се завршио, али је породица Токугава требало да остане у политици као део нове владе.
Незадовољна том намером због претходних отпора и понижења које су претрпели од Токугавиних снага, алијанса округа Сацуме и Чошу 9. новембра 1867. наређују „убијање издајничких Јошинобових вазала“ по тајном и лажном наређењу од стране цара Меиџија. 
Мада је шогунова оставка направила номиналну празнину на највишем нивоу власти цела породица би остала на власти чинећи знатан део утицајне снаге у политици која би могла да управља будућим одлукама, што су побуњеници сматрали недопустивим. Ситуација почиње да кулминира 3. јануара 1868. годиен када долази до окупације царске палате у Кјоту где истог дана петнаестогодишњи цар Меиџи објављује обнову власти цара стављајуће себе на место првог човека Јапана. Иако је већина царских саветника подржавала потпуно враћање моћи у цареве руке, један њен део је ипак подржавао удружену владавину са породицом Токугава као део владе – когисетаи (公議政体). Свестан тога Саиго Такамори прети забраном и укидањем титуле шогуна наређујући да се конфискује сав иметак који Јошинобу поседује.
Иако је првобитно пристао на захтеве, због разних понижавајућих одлука Јошинобу је ипак 17. јануара 1868. године изјавио да неће да се повинује рестаурацији и позвао на поништење одлуке. Одлучује да нападне Кјото (24. јануара) који су окупирале снаге области Сацуме и Чошуа. Убрзо у град долазе снаге лојалне шогуну што доводи до конфликта који прераста у грађански рат.

## Рат и прве борбе
Снаге шогуната су 27. јануара 1868. године напале војску Сацуме и Чошуа борећи се у близини места Тоба и Фушими на јужном улазу у Кјото. Један број јединица лојалне шогунату (које су бројале око 15.000 људи) обучавали су француски официри и војни саветници, али су ипак велики број чинили традиционални самураји са класичном опремом која се састојала од оклопа и хладних оружја, мачева, копља и лукова и стрела. Међу њима налазили су се и припадници Шинсенгумија. Јединице Сацуме и Чошуа су у људству биле знатно надјачане и то 3:1 али су имали бољу опрему, ватрено оружје и артиљерију у које се убрајају хаубице, најмодерније пушке типа Мињи и митраљезе гетлинговог система. Другог дана сукоба, принц Комацу Акихито стаје на чело војске као главни командант снага побуњених округа, чиме они званично постају царска војска Јапана док снаге шогуната добијају статус побуњеника и „непријатеља легитимне власти“. Увидевши овакав развој догађаја многи феудални господари коју су подржавали шогунат почињу да мењају стране. Даимјо области Јодо је 5. фебруара објавио лојалност цару, док је област Цу то урадила одмах следећег дана па се број људи изједначио на обе сукобљене стране.
Након што је видео да је противничка војска истакла царски барјак Токугава Јошинобу је 7. фебруара побегао из Еда за Осаку на броду „Каијо Мару“. Видно деморалисани бегом Јошинобуа и издајом округа Јодо и Цу, снаге шогуната се повлаче обележавајући прву борбу у Бошин рату победом царске војске. Битка у Тоба-Фушими званично се завршила падом замка у Осаки.
С друге стране током 28. јануара 1868. године почела је поморска битка за Аву где су се сукобили бродови шогуната и Сацуме. Сацума је област која је била на мору, близу острва Рјукју па је од свих ханова она била најопремљенија за такву врсту ратовања. Ово је друга модерна поморска битка коју је Јапан искусио после отварања граница. Битка, иако малог одјека завршила се победом шогуната.
На дипломатском фронту, министри страних држава окупили су се почетком фебруара у луци Хјого (данашњи Кобе) у ком су издали саопштење да шогунат и дање сматрају једином законитом владом у Јапану што је давало наду Јошинобу да ће страна влада (поготово Француска) размотрити мешање и интервенцију у његову корист. Неколико дана касније царска делегација посећује исте министре објављујући да је шогунат укинут и да ће луке бити отворене у складу са раније потписаним уговорима. Оно што су се странци највише плашили био је однос са страним држављанима будући да је бивши цар (Комеи) подржавао соно џои ставове чије су радикалне фракције прибегавале насиљу и убиствима према Европљанима. Али када је нова влада обећала да ће све бити у складу са законом и да ће страни држављани у Јапану бити заштићени, министри су попустили и подржали новооформљену владу.
Али упркос обећаном тешко је било контролисати самураје који су често деловали на своју руку. Током каснијих година десило се више напада на странце. Једанаест француских морнара убијено је од стране самураја из Тосе 8. марта 1868. године у тз. „Сакаи инциденту“. Петнаест дана касније британски амбасадор сер Хари Паркс нападнут је од једне групе самураја на улицама Кјота. Донете су строге казне за починиоце али морало се радити на мењању односа и свести.

## Предаја Еда
У фебруару уз помоћ француског амбасадора Леона Рошеса направљен је план да се зауставе снаге царске војске у Одавари, последњем стратешком стајалишту која би могла да одлучи ток рата, али је Јошинобу одбио да га прихвати и спроведе у дело. Шокиран овом одлуком Леон Рошес даје оставку на своју позицију. 
Рано, током марта, под утицајем британског министра Харија Паркса стране земље потписују неутралност по питању Бошин рата договарајући се да се не мешају, не учествују и не достављају оружје и помоћ некој страни, све док се конфликт не заврши.
Саиго Такамори чувени вођа Сацуме водио је своју војску у победе северно и источно по Јапану, тријумфовајући и у бици на Кошу-Кацунуми. Временом је опколио цео Едо у мају 1868. године што доводи до безусловне предаје Едо замка после преговора које је водио Кацу Каишу, тада шогунов министар за војна питања у нади да се сукоб заврши са што мање жртава. Након ове битке остале су још неке групе и јединице које су одбиле да се предају али су напослетку и оне поражене у Бици за Уено, 4. јула 1868. године.
У исто време, вођа морнарице шогуната, Еномото Такеаки, одбио је да преда све своје бродове победничкој војсци. Предао је само четири брода (између осталог и брод „Фуџисан“) а онда побегао на север са остатком морнарице шогуната која је бројала око 2000 људи. За своје снаге је задржао осам парних бродова а то су Каитен, Банрју, Чијодагата, Чогеи, Маијо мару, Канрин мару, Михако и Шинсоку. Са тим у виду надао се да ће се једном вратити и са северним даимјоима покренути контранапад на непријатеље. Стационирао се на север, заједно са француским официрима и војним саветницима попут Жила Бринеа који су због забране мешања званично напустили француску војску и својевољно решили да помогну војницима бившег шогуната.

## Отпор северне коалиције
После предаје шогуна Јошинобуа, већина Јапанаца је врло брзо прихватила царску власт али су централни окрузи севера, који су подржавали округ Аизу, наставили да пружају отпор. У мају, неколико северних даимјоа формирало је алијансу у борби против царских трупа названом „Оуетсу Репан Домеи“ („Коалиција северних округа“ или „Северна алијанса“) која се састојала већином од бораца из округа Сендаи, Јонезава, Аизу, Шонаи и Нагаока, чинећи снагу од 50.000 људи. Принц, Киташиракава Јошихиса бежи са партизанима Токугава шогуната на север где је постао један од главних људи алијансе надајући се да ће га победом начинити царем под именом Тобу. 
Еномотова флота бродова долази 26. августа до луке у Сендају. Нове уједињене снаге иако бројне биле су слабо опремљене и ослањале су се на традиционалне методе борбе. Модерно наоружање је било оскудно и у последњим тренуцима су се правили и набављали дрвени топови, ојачани конопцима који су уместо ђулади испаљивали каменице. Такви топови могли су испалити само неколико хитаца пре него што се распадну. С друге стране даимјо округа Нагаока успео је да набави 2-3 митраљеза Гетлинговог система као и око 2.000 модерних француских пушака од немачког трговца оружјем Хенрија Шнела.
У мају 1868. године, даимјо Нагаока хана претрпео је велике губитке током борбе за Хокуецу где ће његов замак коначно пасти 19. маја исте године. Царске трупе су брзо напредовале ка северу где су поразиле разне јединице, укључујући и припаднике Шинсенгумија у бици код Бонари прелаза, чија је победа отворила прилаз ка замку Аизу-Вакамацу, где је уследила битка за Аизу у октобру 1868. године. 
Схвативши да се северна коалиција све више распада и да ће битка бити изгубљена, део снага се евакуише 12. октобра 1868. године бродовима за Хокаидо (тада познато као острво Езо). Након што су придобили још два брода „Ое“ и „Хо Мару“, коју је округ Сендај раније позајмио од шогуната, трупа је успела да евакуише и спасе око 1.000 разних група. Међу њима нашли су се Отори Кеисуке, остатак Шинсенгумија које је предводио Хиџиката Тошизо, герилска јединица „Југекитаи“ под вођством Хитомија Кацутароа, али и неколико француских саветника (Фортран, Гард, Марлен, Буфје).
Победивши, нова влада обелодањује нови систем. Главни град Едо, добија 26. октобра ново име – Токио и са тим званично почиње Меиџи период. Истог месеца округ Аизу је под опсадом што ће довести до масовних самоубистава, првенствено од стране младих Бјакотај самураја. Након дуге битке која је трајала месец дана, округ Аизу је коначно поражен 6. новембра 1868. године.

## Хокаидо кампања

### Стварање републике Езо
Након што су претрпели пораз на јапанском острву Хоншу, Еномото Такеаки се повлачи за Хокаидо са остатком морнарице и шачицом својих саветника из Француске. Заједно стварају нову владу и оснивају нову независну државу Републику Езо по америчком моделу државе. Као први и једини председник изабран је Еномото добивши ту позицију великом већином. Новооснована република је покушала да успостави иностране контакте са страним државама попут Америке, Француске и Русије али није добила никакву помоћ нити одазив. Будући да се легитимитет цара никад није доводио у питање (по веровању царска династија вуче порекло од старих богова) Еномото је понудио цару да ова држава буде под вођством Токугава шогуна али под царским надзором, што је двор одбио.
Током зиме ојачана је одбрана око јужног дела државе где је смештен град Хакодате, са својом тврђавом Горјокаку у центру. Трупе су реорганизоване са новом мешаном командом сачињеном од јапанских и француских команданта где је Отори Кеисуке био главни заповедник а одмах испод њега Жил Брине. Војска је даље подељена у четири бригаде (са по једним Французом као надређеним) а затим и у осам полубригада под надзором једног јапанског наредника.

### Коначан пораз и предаја
Царска морнарица долази 20. марта до луке Мијако али очекујући њихов долазак Езо побуњеници организују план да први нападну и присвоје брод-оклопњачу „Котецу“. У нападу коју је водио командир Шинсенгумија Хиџиката Тошизо, узета су три брода у борби касније познатој као “поморска битка за Мијако“. Битка се завршила поразом војника новонастале републике Езо проузрокована лошим временским условима, проблемима са мотором и противничком употребом митраљеза гетлинговог система који је брзо потукао снаге са Хокаида.
Победом у поморским биткама царска страна има отворен пут ка копну па у априлу 1869. године шаље око 7.000 пешадинаца за Езо што обележава почетак битке за Хакодате. За то време царске снаге побеђују и у поморској бици у заливу Хакодате што обележава прву велику поморску битку између модерних бродова у јапанској историји. Преостале снаге које су бројале око 800 људи, стационирале су се око замка Горјокаку. Увидевши да је било какав отпор узалудан и унапред осуђен на пропаст, француски саветници беже својим бродом из Хакодатеа за Јокохаму одакле се коначно враћају за Француску. Јапанска влада је тражила од Француске да се ови официри казне због својих поступака, дезертирања и повреде неутралности од стране страних држава али због подршке и популарности које су добили у својој родној земљи Француска никад није казнила своје држављане. 
Еномото је одлучио да се бори до своје смрти па је унапред предао све своје драгоцености које је поседовао на чување али га је Отори убедио да се преда говорећи му да је живети живот након пораза храбар чин вредан дивљења: „ако желиш да умреш то можеш урадити у сваком тренутку." Еномото се предао 18. маја 1869. године, прихватајући царску владавину као једину легитимну у Јапану. Република Езо престала је да постоји 27. јуна 1869. године, када је острво Хокаидо званично припојено Јапану.

## После рата
Нова Меиџи влада која је победосно изашла из грађанског рата наставила је са уједињавањем земље у једну модерну државу под једином и легитимном владавином царскога двора чија се резиденција крајем 1868. сели из Кјота за престоницу Токио. Како би задобила контролу и поново успоставила ред, нова влада покушава да увери своје становнике да ће се период феудализма престати и да ће се нови поредак заснивати на правди без касти и сталежа дајући свима једнаке шансе у животу. Тај идеал детаљно је изложен у Петочланом завету који је цар објавио 6. априла 1868. године. где је цар обећао, између осталог, да ће се сазвати саветодавна скупштина и да ће сва питања бити решавана јавном дебатом. На почетку је било покушаја да се „саветодавна скупштина” и „јавне расправе” прокламовани у Завету, а записани у владином Програму државног уређења из 1868. године спроведу у дело, али се власт врло брзо окренула ауторитарној структури власти на челу са Великим државним већем (Даџокану). После тога, реформе и увођење новог система настављани су под вођством млађих самураја из области Сацума, Чошу, Тоса и Сага. Године 1869. четворица водећих даимјоа прихватили су да катастарске књиге својих поседа (ханшо) и матичне књиге свога народа (косеки) врате цару (хансеки хокан), што је дало пример и другим даимјоа да учине исто. Као награду двор их је именовао за гувернере својих некадашњих територија, који је у међувремену, 1871. године разрешио обласне гувернере, укинуо феудалне области (хан) и интегрисао их у модерни систем префектура (хаихан чикен). Захваљујући овим реформама донетих по узорима на западне државе, самурајска класа која је била махом издржавана класа престаје да постоји. Многи самураји упали су у сиромаштво без конкретног знања из других области и без лорда којем би могли служити што је проузроковало многе побуне. Упознавање са западним армијама и искуство са војском састављеном од обичних људи (попут Кихеитаија) у Бошин рату уверили су владу у значај националне армије. По идеји Јамагата Аритомоа влада 1872. године објављује систем војног регрутовања. Декрет о војној обавези из 1873. године прописивао је три године активне службе и четири године у резерви, али је предвидео и широко ослобађање од обавезе. Ратнички сталеж је изгубио сврху свог постојања и постепено је нестао. Када се влада вратила из мисије Ивакура 1873. године, одлучили су да почну са опорезивањем самурајских принадлежности у циљу коначног укидања. Они из области које су биле заслужне за Меиџи обнову били су веома разочарани јер су имали велика очекивања. Донета је забрана ношења оружја у јавности као и наредба о шишању косе (перчина) што је разгневило бивше самураје сматрајући ове одлуке великом увредом. Због тога су у периоду од 1874. до 1876. подигли више побуна широм земље. Највеће искушење за нову власт био је тзв. Југозападни рат из 1877. године, побуна у Сацуми, коју је предводио самурај велике репутације Саиго Такамори. Саиго је пре побуне био важна фигура у новој влади. Будући да је победа у Бошин рату извојевана захваљујући снагама Сацуме и Чошуа (па после и Тосе) све позиције су отишли људима из ових области. Њихова моћ је била толико доминантна да су ове области држале високе позиције и давале важне одлуке за земљу деценијама након Бошин рата. Оваква ситуација у влади називана је „меиџи олигархијом“ или „ханском фракцијом“ а захваљујући таквом распореду снага долази до оснивања нове позиције „генроа“ - титуле која је додељивана старим пензионисаним државницима који су у влади служили као врста саветника. Први генро био је Ито Хиробуми из Чошуа а последњи 1940. године Саиониџи Кинмочи из Куге (једини генро који није био из Сацуме или Чошу). Генрои су били један од разлога зашто се утицај ханова и поднебља задржао у влади. У знак сећања према палим борцима током Бошин рата 1869. године се у Токију подиже храм Јасукуни.
Неколико вођа који су били на страни шогуна су погубљени док су неки служили само затворску казну. Саиго Такамори и Ивакура Томоми су остали запамћени као људи који су инсистирали на одређеним помиловањима али се сматра да је томе највише придао британски представник Хари Смит Паркс. Он је говорио Саигоу, по речима Ернеста Сатоа, „да би престрого кажњавање Јошинобуа или његових присталица повредило репутацију нове владе у очима Европских држава." Након одслужења затворске казне од две-три године, један део се вратио у политику као део нове владе градећи себи успешне каријере. Бивши председник републике Езо, Еномото Такеаки је након помиловања и одслужења затворске казне постао амбасадор у Русији и Кини да би касније добио и позицију министра образовања.
Царска влада није изразила потребу да истера странце из Јапана као што је пре рата са покретом „сонно џои“ најављивала, већ је спорни слоган заменила новим „фукоку кјохеи“ (富国強兵 / fukoku kyōhei — „богата земља, јака војска”). Јапан мења своје старе ставове и све више сарађује са другим државама тежећи ка модернизацији и надајући се поновним преговорима којим би поништила старе једностране и непоштене уговоре које је морала потписати доласком Перијеве флоте. Прва промена према странцима јавила се још у току првих дана грађанског рата. Већ 8. априла 1868. године у првим месецима сукоба појавиле су се нове табле у Кјоту (а касније и у остатку Јапана) чијим су текстовима изричито одбацивале насиље према странцима. Као пример, током самог рата цар Меиџи је лично примао европске изасланике, прво у Кјоту а након селидбе и у Токију. Највише се истиче пријем без преседана Алфреда од Саксен-Кобурга и Готе кога је цар Муцухито, имајући у виду његово порекло, примио као равном свом.
Цар је успешно успоставио односе скоро са свим страним владама осим са Француском чији су дипломатски односи нешто одложени услед подршке који су Французи пружили бившој влади шогуната. Али и то се временом мења па по позиву цара у Јапан стиже нова група француских официра у тз. „другој француској војној мисији у Јапану од 1872 до 1880“ праћена „трећој француској војној мисији у Јапану (1894)“ која је имала за циљ обуку нове царске војске и морнарице старајући велику и моћну флоту под надзором француског поморског инжињера Луја Емила Бертена. Модернизација која је започета током последњих година шогуната успешно је настављена у новој влади која је временом преузела исту политику. 
Уочи свог крунисања цар Меиџи доноси петочлани завет обећавајући да ће се „прекинути са свим лошим обичајима из прошлости“ и да ће потражити знање и страна искуства са којом би „ојачао темеље царске владавине“. Од тада феудални систем са својом поделом области на ханове који су водили даимјои престаје да постоји и настаје модерно уређење са префектурама (кен) које воде гувернери које лично цар поставља на ту позицију. Остале реформе укључивале су обавезно школовање за сву децу, без обзира на класу (које више нису постојале) или пол а кулминирале су доношењем модерног устава 1889. године. Самураји су изгубили свој статус, финансирање и сам смисао јер је војска постала обавезна и сачињена од свих бивших сталежа.  Тензије изазване овим променама јавиле су се прво на југу што је довело до побуне у области Сага 1874. године а онда и у области Чошу 1876. Најпознатија побуна у Сацуми коју је водио Саиго Такамори борио се за останак класе самураја уз слоган „Нова влада, висок морал“ (新政厚徳 “shinsei kōtoku“). Побуна је угушена након што су царске војне снаге поразиле Сацуму у бици на Широјами. Напад је била самоубилачка мисија будући да је Сацума врло брзо потрошила своје залихе муниције па се са противничком војском борила хладним оружјем уз традиционалну средњовековну самурајску опрему.

## Савремени прикази
У савременим записима период Меиџи обнове се често описује као „револуција без крвопролића” која је допринела модернизацији Јапана. Истина је ипак знатно другачија јер је у периоду Бошин рата око 120.000 људи мобилисано, а више хиљада погинуло током отворених сукоба не рачунајући жртве цивила током терористичких напада у градовима под утицајима соно џои идеја. Јапанско виђење рата често је приказано више романтично и херојско приказујући снаге шогуната у својој традиционалној самурајској опреми како за своје идеале неустрашиво нападају далеко напреднију царску војску иако су ватрено оружје и стране помагаче имале обе сукобљене стране. 
Овако јапанско виђење застушљено је у скоро свим медијима и жарновима. Писац Џиро Асада написао је роман у четири тома, „Мибу Гиши-ден“ који је инспирација за сценарио филма „Када је последњи мач исукан“, режисера Јоџиро Аките. Серија од десет епизода „Џидаигеки“ такође је испирисана истим делом, а 2001. године „Горјокаку“ приказује главне догађаје отпора у Хокаиду. Овај период нису заобишле ни манге и аниме па се овај рат помиње у серијалима попут „Bakumatsu Kikansetsu Irohanihoheto“, „Rurouni Kenshin“, „Hakuoki“ и др.
Западна кинематографија је такође пружила своју верзију ових догађаја а најпознатији је амерички филм из 2003. године Последњи самурај који је режирао Едвард Звик. Овај филм комбинује нарацију са приказом радње главног јунака који се налази у Јапану током Бошин рата и побуне у Сацуми учествујући у сукобима као сведок и актер. У филму је приказана модернизација војске као и умешаност француске војске у сукобима која се, иако није директно наглашена могла препознати као и остали догађаји који су уследили током и након ових сукоба. 
Ове борбе инспирисале су стварање рачунарске и конзолне игрице „Total War: Shogun 2: Fall of the Samurai“ из 2012. године у коме играч може да контролише разне кланове и јединице са обе стране попут Сацуме и Токугаве.

## Оружје Бошин рата
Снаге округа Чошу и Сацума су били опремљени модерним гетлинговим митраљезом, армстронговим хаубицама и пушкама система мини. Шогунат је имао знатно слабију опрему, иако је француска војна мисија у Јапану обезбедила обуку елитних јединица. Шогунат је рачунао на помоћ својих феудалних области које су само бројем допринеле борби, али не и у техничкој опремљености. Области које јесу биле модерно опремљене најновијим наоружањем су се у већини случајева окренуле против шогунатове владе постајући део снага царске војске. 

### Појединачно наоружање
Више врста наоружања глатке цеви од пиштоља до пушака је увезено од држава попут Француске, Немачке, Холандије, Велике Британије и САД за потребе сукоба. Јапанци су већ од раније имали одређени број кремењача, али је пре овог увоза ипак доминирало коришћење „хладног“ самурајског наоружања. 
Трупе шогуната су већином корисиле Büchse (Гевер) пушке, које су у Јапан стигле око 1840. године из Холандије од стране Такашиме Акихоа (高島秋帆). За то време пушке су биле застареле и имале су лимитиране капацитете. Њихов домет био је само 50 m, а за минут могла је да испали само два метка. Али даимјо из округа Нагаока, који је био шогунов савезник, поседовао је два митраљеза гетлинговог система које је знатно помогло у отпору ове војске. Познато је и да је шогунат 1866. наручио око 30.000 модерних драјзе пушака-иглењача као и да је Наполеон III обезбедио око 2.000 шаспо острагуша чиме је опремио своју личну гарду.
Царске трупе су већином користиле модерне пушке каписларе Мињеовог система коју су раније набавили од иностраних трговаца. Ове пушке биле су далеко прецизније и имале су већи домет од Геверових пушака, али су као и оне имале лимит од два хица по минуту. Пушке са напреднијим механизмом, попут Снајдер-Енфилда могле су да испале по десет хитаца у минути, а користиле су их већином трупе из округа Тоса против шогунатових Шогитаија, скоро их искоренивши у јулу 1868. током битке за Уено. Током друге половине рата, ратници округа Тоса су почели да користе америчке пушке Спенсер. Амерички пиштољи и револвери су такође били изузетно популарни попут Смит и Весона које је у Јапан увезао шкотски трговац Томас Блејк Главер и које су већином користили ратници из Сацуме.

### Артиљерија
Као део артиљеријских снага користили су се дрвени топови који су могли да испале 3-4 плотуна пре него што би сагорели. Осим тога коришћене су разне хаубице и то највише области Сага и Сацума који су их ранијом набавком највише користили. 

### Ратни бродови
У биткама на мору коришћена су разна пловила од ратних пароброда до традиционалних дрвених бродића. Од познатијих издваја се оклопњача Котецу, чија је достава стопирана услед неутралности да би упркос наруџбини од стране шогуната ипак стигла у руке царске војске.

### Униформе
Ниједна страна није имала званичне униформе већ су се, имајући у виду мешовиту разноврсност снага, све разликовале од јединице до јединице. Добар део снага је носио униформе инспирисане западном војском, (официри шогуната носили су француске и британске униформе) у тамним бојама, једино са другачијим шлемовима/капама. Сацума је носила високе и конусне капе, Чошу је имао пљоснатије, док је шогунат имао нешто облију заштиту за главу. Остали били су обучени традиционално самурајски са банерима и хачимакијима који су показивали своју припадност шогунату/области/клану/породици.
Посебно се истичу неке од капа које су носили одређени припадници царских снага. Као пример истичу се обојене капе направљене од длаке медведа. Они који су носили црвене називали су се Шагума (赤熊) и припадали су најчешће округу Тоса. Беле капе (Хагума 白熊) носили су официри из Чошуа а црне (Когума 黒熊) носили су припадници Сацуме.